# Benteng Hulu
Benteng Hulu is een bestuurslaag in het regentschap Siak van de provincie Riau, Indonesië. Benteng Hulu telt 3144 inwoners (volkstelling 2010).